# Luís Andrade
Luís Andrade GOM (24 de outubro de 1935 — Lisboa, 6 de abril de 2013) foi cantor de ópera, realizador e Diretor de Programas da RTP. Pai da apresentadora Serenella Andrade e do antigo Diretor de Programas da RTP Hugo Andrade.
Figura grande da Rádio e Televisão de Portugal, realizou e foi o responsável, entre vários outros, por programas como Zip-Zip, em 1969, considerado um marco na televisão em Portugal.

## Distinções
Luís Andrade recebeu o Prémio Bordalo, ou Prémio da Imprensa, sempre categoria "Televisão" por três ocasiões:
- Prémio Bordalo (1966), como realizador, sendo que nesta categoria a Casa da Imprensa também distinguiu nestes prémios entregues em 1967 os locutores Isabel Wolmar e Henrique Mendes.
- Prémio Bordalo (1969), como melhor realizador, pelo Zip-Zip e por  e outros programas transmitidos a partir do Teatro Villaret. Na categoria "Televisão" a Casa da Imprensa reconheceu ainda Zip-Zip, programa de Raul Solnado, Carlos Cruz e Fialho Gouveia e, pela sua actuação neste programa, Raul Solnado receberia ainda o Prémio Vedeta.
- Prémio Bordalo (1981), como realizador sendo também premiados na mesma categoria neste ano de 1982 o programa Sabadabadu,[3] a "vedeta" Tony Silva (Herman José) e como "Recompensa de uma Carreira" Fernando Pessa.

Em 2008 Luíz Andrade foi feito Grande-Oficial da Ordem do Mérito, a 6 de Junho. A cerimónia protocolar decorreu no Dia de Portugal, de Camões e das Comunidades Portuguesas.